# Jean-Paul Coche
Jean-Paul Coche, né le 25 juillet 1947 à Nice, est un judoka français et un ancien compétiteur. Membre de la section judo du Racing Club de France, il remporta la médaille de bronze lors des Jeux olympiques de Munich en 1972. Trois années plus tard, il récidive lors des mondiaux en prenant la troisième place dans la catégorie des poids moyens, dans laquelle il s'est illustré durant toute sa carrière. Il est l'oncle du joueur de hockey sur glace Christian Pouget.

## Palmarès

### Jeux olympiques
- Jeux olympiques de 1972 à Munich (Allemagne de l'Ouest) :
  -  Médaille de bronze dans la catégorie des poids moyen (-80 kg).

### Championnats du monde
- Championnats du monde 1975 à Autriche (Autriche) :
  -  Médaille de bronze dans la catégorie des poids moyen (-80 kg).

### Championnats d'Europe
- Champion d'Europe en 1972, 1974, 1976 dans la catégorie des poids moyen.
- Champion d'Europe par équipes en 1968.

### Autres
- 5 fois Champion de France des moyens
- 4 fois Champion de France toutes catégories
- 5 fois Champion de France par équipes (avec le RCF)

- Grade: 8e DAN depuis 2005[2], il obtient sa ceinture rouge de 9e DAN en février 2017[3].

## Distinctions
- Chevalier de la Légion d'honneur (décret du 6 avril 2007)[4]
- Désigné Gloire du sport dans la promotion 2011[5].